# Британські заморські території
Британські заморські території (англ. British Overseas Territories) — чотирнадцять територій, що перебувають під суверенітетом Великої Британії, але не є її частиною.
Назва «Британські заморські території» була введена в 2002 році Законом про Британські заморські території й замінила термін «Британські залежні території» (англ. British-Dependent Territories), який містився в Законі про британське підданство 1981 року. До того часу ці території називалися колоніями або коронними колоніями. Стосовно Британських заморських територій також може використовуватися назва «Заморські території Великої Британії», або просто «Заморські території», коли приналежність зрозуміла з контексту.
Острови Джерсі, Гернсі, а також Острів Мен, також перебувають під суверенітетом Британської Корони, але мають дещо відмінні конституційні відносини з Великою Британією, і послідовно класифікуються як Коронні землі (Коронні володіння, англ. Crown dependencies), а не заморські території. Заморські території й коронні землі слід відрізняти від Співдружності Націй (англ. Commonwealth of Nations), добровільного союзу колишніх британських колоній, а з недавнього часу — деяких інших країн, наприклад, Мозамбіку, які приєдналися до Співдружності з фінансових і політичних міркувань.
В історичному контексті колонії, колишні частини Великої Британії, слід відрізняти від протекторатів, які, перебуваючи під британським контролем, номінально зберігали незалежність. Їх також не слід плутати з домініонами, незалежними державами, що мали рівний статус з Великою Британією в Британській імперії, а після Вестмінстерського статуту 1931 р. — у Британській Співдружності Націй. Коронні колонії, наприклад, Гонконг, відрізнялися від інших колоній тим, що управлялися безпосередньо Короною і не мали автономії, яка була в самоврядних колоніях, наприклад, у Бермудських островах.
Загальне населення територій становить близько 260 тисяч чоловік, площа — 18 015 км². Крім того, Велика Британія претендує на частину антарктичної території (Британська антарктична територія) площею 1 724 900 км², але, згідно з Договором про Антарктику, підписаним і ратифікованим Великою Британією, ці території не можуть перебувати у володінні окремих держав.

## Сучасні Заморські території Великої Британії
За станом на 2011 рік Заморські території включають 14 володінь:
| Прапор | Герб | Назва                                               | Розміщення             | Девіз                                                                   | Площа         | Населення                                                                                      | Столиця                                                    |
| ------ | ---- | --------------------------------------------------- | ---------------------- | ----------------------------------------------------------------------- | ------------- | ---------------------------------------------------------------------------------------------- | ---------------------------------------------------------- |
|        |      | Ангілья                                             | Вест-Індія             | Сила та витримка                                                        | 146 км²       | 13,500                                                                                         | Валлі                                                      |
|        |      | Бермудські острови                                  | Атлантичний океан      | лат. Quo fata ferunt («Whither the Fates carry [us]»)                   | 54 км²        | 64,000 (2007 оцінка)                                                                           | Гамільтон                                                  |
|        |      | Британська антарктична територія                    | Антарктика             | Research and discovery                                                  | 1 709 400 км² | 50 взимку; понад 400 влітку                                                                    | Ротера (антарктична станція)                               |
|        |      | Британська територія в Індійському океані           | Індійський океан       | лат. In tutela nostra Limuria («Limuria is in our charge»)              | 46 км²        | близько 3,000 осіб британський та американський військовий персонал.                           | Дієго-Гарсія                                               |
|        |      | Британські Віргінські острови                       | Вест-Індія             | лат. Vigilate («Be watchful»)                                           | 153 км²       | 27,000 (2005 оцінка)                                                                           | Род-Таун                                                   |
|        |      | Кайманові острови                                   | Вест-Індія             | He hath founded it upon the seas                                        | 259 км²       | 60,456                                                                                         | Джорджтаун                                                 |
|        |      | Фолклендські острови                                | Атлантичний океан      | Desire the right                                                        | 12 173 км²    | 2,955 (2006 оцінка)                                                                            | Порт-Стенлі                                                |
|        |      | Гібралтар                                           | Піренейський півострів | лат. Nulli expugnabilis hosti («No enemy shall expel us»)               | 6,5 км²       | 28,800 (2005)                                                                                  | Гібралтар                                                  |
|        |      | Монтсеррат                                          | Вест-Індія             |                                                                         | 101 км²       | 4,655 (2006 оцінка)                                                                            | Плімут (залишений через загрозу виверження вулкана Брейдс) |
|        |      | Піткерн                                             | Тихий океан            |                                                                         | 45 км²        | 51 (2008)                                                                                      | Адамстаун                                                  |
|        |      | Острови Святої Єлени, Вознесіння і Тристан-да-Кунья | Атлантичний океан      | Loyal and Unshakeable (Острів Святої Єлени)                             | 420 км²       | 4,255 (Острів Святої Єлени; 2008 оцінка) 1,275 (Острів Вознесіння та Тристан-да-Кунья; оцінка) | Джеймстаун                                                 |
|        |      | Південна Джорджія та Південні Сандвічеві острови    | Атлантичний океан      | лат. Leo terram propriam protegat («Let the lion protect his own land») | 4 066 км²     | 99                                                                                             | Грютвікен                                                  |
|        |      | Акротирі і Декелія                                  | Середземне море (Кіпр) |                                                                         | 255 км²       | 14,000 (about half British military and staff);                                                | Епіскопі                                                   |
|        |      | Теркс і Кайкос                                      | Вест-Індія             |                                                                         | 430 км²       | 32,000 (2006 оцінка)                                                                           | Коберн-Таун                                                |